# Theridion agrifoliae
Theridion agrifoliae är en spindelart som beskrevs av Claude Lévi 1957. Theridion agrifoliae ingår i släktet Theridion och familjen klotspindlar. Inga underarter finns listade i Catalogue of Life.